# كريستيان بيريز
كريستيان بيريز (بالإسبانية: Christian Pérez)‏ (27 مارس 1990 بغوادالاخارا في المكسيك - ) هو لاعب كرة قدم مكسيكي في مركز الدفاع. لعب مع نادي تولوكا ونادي غوادالاخارا وDelfines F.C. ‏ ونادي كيريتارو.

## وصلات خارجية
- كريستيان بيريز على موقع قاعدة بيانات كرة القدم.إي يو (الإنجليزية)
- كريستيان بيريز على موقع Soccerway.com (الإنجليزية)